# Manda mandibularis
Manda mandibularis is een kever uit de familie kortschildkevers (Staphylinidae). 

## Kenmerken
De kevers bereiken een lichaamslengte van 5,8 tot 7 millimeter en hebben een roestrode lichaamskleur, de bovenkant van het lichaam glanst nauwelijks. Het pronotum is bijna vierkant, heeft een verkorte, puntvrije middellijn en een korte longitudinale bult aan weerszijden van het midden. De dekschilden zijn iets breder dan het halsschild. De antennes hebben aan het uiteinde drie verschoven, vergrote eindleden.

## Verspreiding
De soort wordt verspreid van Zuid-Noord-Europa via Centraal-Europa naar Zuid-Europa en vervolgens van oost naar Siberië. 

## Ecologie
De soort wordt voornamelijk aangetroffen aan de rand van waterlichamen onder rottend plantaardig materiaal, detritus en onder stenen in de oevermodder. De volwassen exemplaren zwermen 's avonds vaak over natte weilanden en worden aangetrokken door kunstmatige lichtbronnen. Ze zijn te vinden in april en mei en van augustus tot oktober. De soort komt niet veel voor, maar kan bij overstromingen in grote aantallen voorkomen.